# Lozorno
Lozorno (in ungherese Lozornó, in tedesco Losorn) è un comune della Slovacchia facente parte del distretto di Malacky, nella regione di Bratislava.